# Никитенко, Николай Михайлович
Николай Михайлович Никитенко (1922—1978) — советский лётчик штурмовой авиации в Великой Отечественной войне, Герой Советского Союза (23.02.1945). Лейтенант.

## Биография
Родился 19 марта 1922 года в селе Шурыгино (ныне Черепановского района Новосибирской области) в крестьянской семье. Русский. Отец — в годы первой мировой войны — солдат русской армии и полный Георгиевский кавалер, в годы гражданской войны — красный партизан в тылу колчаковской армии.
В 1932 году семья переехала в село Князе-Волконское, Хабаровский край. Там Никитенко окончил среднюю школу, работал в местном авиационном гидроотряде учеником моториста, затем в Хабаровске авиамехаником, одновременно окончил аэроклуб.
В Красную Армию призван в ноябре 1940 года. В 1942 году окончил Бирмскую военно-авиационную школу пилотов, эвакуированную в Ленинск-Кузнецкий с Дальнего Востока. Служил в 5-й запасной авиационной бригаде и в 606-м штурмовом авиационном полку в тылу.
На фронтах Великой Отечественной войны старший сержант Николай Никитенко с января 1944 года. Весь боевой путь прошёл в 958-м штурмовом авиационном полку. Воевал в его рядах на Волховском, Ленинградском и 3-м Прибалтийском фронтах. На фронте получил офицерское звание.
Командир звена 958-го штурмового авиаполка 280-й смешанной Островской авиационной дивизии 14-й воздушной армии 3-го Прибалтийского фронта младший лейтенант Николай Никитенко к октябрю 1944 совершил 115 боевых вылетов, уничтожил 12 танков, 41 автомашину, взорвал 6 складов с боеприпасами, потопил катер и две баржи, сбил 1 самолёт противника. Наряду со штурмовой работой проявил себя мастером разведывательных полетов. Из числа боевых вылетов 54 совершены на разведку и аэрофотосъемку позиций врага. В общей сложности сфотографировал 9 тысяч квадратных километров территории.
За образцовое выполнение боевых заданий командования на фронте борьбы с немецкими захватчиками и проявленные при этом отвагу и геройство указом Президиума Верховного Совета СССР от 23 февраля 1945 года младшему лейтенанту Никитенко Николаю Михайловичу присвоено звание Героя Советского Союза с вручением ордена Ленина и медали «Золотая Звезда» (№ 5339).
К концу войны Н. М. Никитенко совершил 187 боевых вылетов на штурмовку и разведку войск врага, значительно увеличив свой боевой счёт.
С июля 1946 года лейтенант Никитенко — в запасе. Жил в Хабаровске. Работал пилотом-инструктором Дальневосточного управления Гражданского воздушного флота. За добросовестный труд награждён несколькими нагрудными знаками Аэрофлота и Министерства гражданской авиации СССР.
Умер 27 февраля 1978 года, похоронен в Хабаровске на городском (Центральном) кладбище.

## Награды
- Герой Советского Союза (23.02.1945)
- Орден Ленина (23.02.1945)
- Два ордена Красного Знамени (25.07.1944, 20.09.1944)
- Орден Красной Звезды (15.05.1944)
- Медали
- Нагрудные знаки «Отличник аэрофлота», «За безаварийный налёт 15 тысяч часов».

## Память

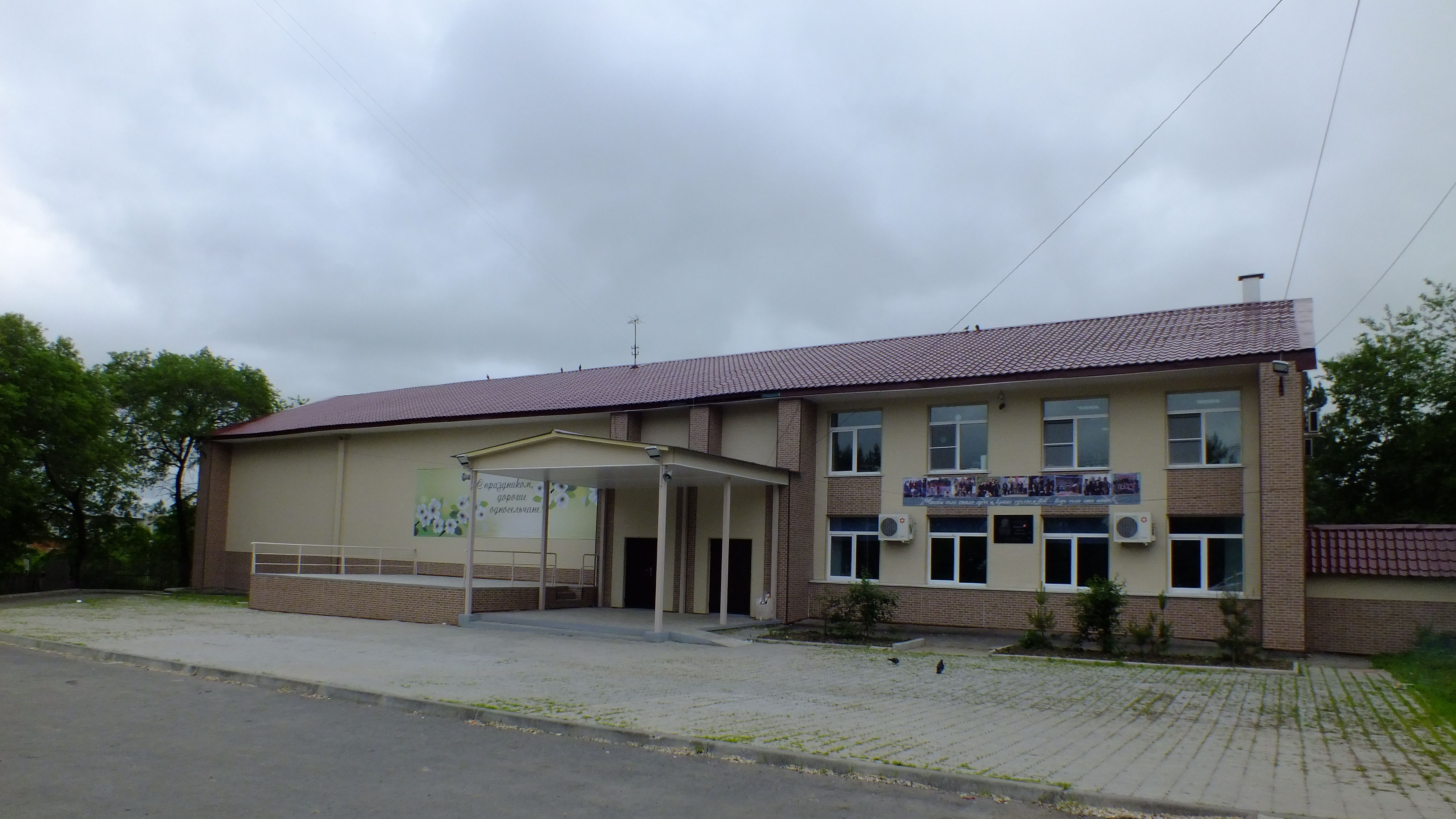
Дом культуры в селе Князе-Волконское.

- В память о Никитенко портрет Героя помещён на Аллее памяти в Черепаново.
- В Новосибирске имя Героя Советского Союза Н. М. Никитенко увековечено на Аллее Героев у Монумента Славы.
- На доме культуры села Князе-Волконское установлена памятная доска, его именем названы средняя школа № 1 и одна из улиц этого села.
- Именем Николая Никитенко назван Дом ветеранов в Хабаровске.